# Norops cobanensis
Norops cobanensis este o specie de șopârle din genul Norops, familia Polychrotidae, descrisă de Stuart în anul 1942. Conform Catalogue of Life specia Norops cobanensis nu are subspecii cunoscute.